# Claudio Giuliodori
Claudio Giuliodori (Osimo, 7 gennaio 1958) è un vescovo cattolico italiano, dal 26 febbraio 2013 assistente ecclesiastico generale dell'Università Cattolica del Sacro Cuore e dal 4 marzo 2023 assistente ecclesiastico generale dell'Azione Cattolica Italiana.

## Biografia
Nasce a Osimo, allora sede vescovile in provincia di Ancona, il 7 gennaio 1958.

### Formazione e ministero sacerdotale
Dopo gli studi medi e liceali nel seminario di Osimo, frequenta il seminario maggiore regionale di Fano. Si iscrive al Pontificio istituto Giovanni Paolo II, dove ottiene la licenza e il dottorato.
Il 16 aprile 1983 è ordinato presbitero dall'arcivescovo Carlo Maccari per la diocesi di Osimo.
Dopo l'ordinazione è vicerettore del seminario interdiocesano di Osimo e successivamente assistente diocesano dell'Azione Cattolica ragazzi e giovani. Dal 1985 al 1988 è vicario parrocchiale di san Marco Evangelista a Osimo. Dopo l'unione della diocesi di Osimo con l'arcidiocesi di Ancona, viene incardinato nella nuova arcidiocesi di Ancona-Osimo. Tra il 1988 e il 1991 è aiutante di studio del segretario generale della Conferenza Episcopale Italiana.
Si laurea in teologia presso la Pontificia Università Lateranense nel 1990.
Tornato in diocesi è direttore dell'ufficio diocesano di pastorale familiare e direttore del consultorio familiare, dal 1991 al 1998. Tra il 1996 al 2007 insegna teologia pastorale del matrimonio e della famiglia presso il Pontificio Istituto Giovanni Paolo II di Roma, mentre dal 1995 al 1998 è vicepreside dell'istituto teologico marchigiano. Coordina per conto della Conferenza Episcopale Italiana la partecipazione dei pellegrini italiani alle Giornate mondiali della gioventù del 1991 e del 1993. Nel 2000 è responsabile dell'ufficio stampa della Giornata mondiale della gioventù di Roma. Nel marzo 1998 è nominato direttore dell'ufficio nazionale per le comunicazioni sociali dal consiglio permanente della CEI, mentre nel 2006 diventa consultore del Pontificio consiglio delle comunicazioni sociali.
L'11 marzo 2002 è insignito del titolo onorifico di cappellano di Sua Santità da papa Giovanni Paolo II.

### Ministero episcopale
Il 22 febbraio 2007 papa Benedetto XVI lo nomina vescovo di Macerata-Tolentino-Recanati-Cingoli-Treia; succede a Luigi Conti, precedentemente nominato arcivescovo metropolita di Fermo. Il 31 marzo successivo riceve l'ordinazione episcopale, nella cattedrale di Macerata, per l'imposizione delle mani del cardinale Camillo Ruini, co-consacranti gli arcivescovi Angelo Bagnasco, Edoardo Menichelli e Luigi Conti e il vescovo Giuseppe Betori. Durante la stessa celebrazione prende possesso della diocesi.
Il 26 febbraio 2013 lo stesso pontefice lo nomina assistente ecclesiastico generale dell'Università Cattolica del Sacro Cuore; succede a Sergio Lanza, deceduto il 19 settembre 2012. Rimane amministratore apostolico della diocesi fino all'ingresso del successore Nazzareno Marconi, avvenuto il 27 luglio 2014. Il 22 maggio 2018 è confermato nell'incarico di assistente dell'Università Cattolica del Sacro Cuore per un ulteriore quinquennio; il 26 febbraio 2023 è nuovamente confermato per un altro quinquennio. Il 4 marzo seguente papa Francesco lo nomina anche assistente ecclesiastico generale dell'Azione Cattolica Italiana.
Presso la Conferenza Episcopale Italiana è eletto presidente della Commissione episcopale per la cultura e le comunicazioni sociali, nel 2008, e presidente della Commissione episcopale per l'educazione cattolica, la scuola e l'università, nel maggio 2021.

## Genealogia episcopale
La genealogia episcopale è:
- Cardinale Scipione Rebiba
- Cardinale Giulio Antonio Santori
- Cardinale Girolamo Bernerio, O.P.
- Arcivescovo Galeazzo Sanvitale
- Cardinale Ludovico Ludovisi
- Cardinale Luigi Caetani
- Cardinale Ulderico Carpegna
- Cardinale Paluzzo Paluzzi Altieri degli Albertoni
- Papa Benedetto XIII
- Papa Benedetto XIV
- Papa Clemente XIII
- Cardinale Bernardino Giraud
- Cardinale Alessandro Mattei
- Cardinale Pietro Francesco Galleffi
- Cardinale Giacomo Filippo Fransoni
- Cardinale Carlo Sacconi
- Cardinale Edward Henry Howard
- Cardinale Mariano Rampolla del Tindaro
- Cardinale Gennaro Granito Pignatelli di Belmonte
- Cardinale Pietro Boetto, S.I.
- Cardinale Giuseppe Siri
- Cardinale Giacomo Lercaro
- Vescovo Gilberto Baroni
- Cardinale Camillo Ruini
- Vescovo Claudio Giuliodori